# Список об'єктів, названих на честь Джорджа Ері
Наступне було названо на честь Джорджа Бідделл Ері (часто Ейрі, англ. Sir George Biddell Airy; 1801—1892) — англійського астронома і математика:
кратери
- Ейрі — марсіанський кратер
- Ейрі-0 — марсіанський кратер
- Ейрі[en] — місячний кратер

інше
- Дзета-функція Ейрі[en]
- Ейрі кільця
- Промінь Ейрі
- Точки Ейрі[en]
- Функція Ейрі